# Gynoplistia collessi
Gynoplistia collessi är en tvåvingeart som beskrevs av Günther Theischinger 1994. Gynoplistia collessi ingår i släktet Gynoplistia och familjen småharkrankar. Inga underarter finns listade i Catalogue of Life.